# Walter Henze
Ernst Walter Henze (* 1. Februar 1869 in Berlin; † 10. Januar 1915 in Mariendorf bei Berlin) war ein deutscher Althistoriker und Gymnasiallehrer.

## Leben
Walter Henzes Eltern waren Karl Henze, Vorsteher einer Privatschule in Berlin, und Flora geborene Saling. Henze besuchte zunächst die Schule seines Vaters und ging dann an das Königliche Wilhelms-Gymnasium in Berlin, wo er Ostern 1886 die Reifeprüfung ablegte. Anschließend studierte Henze an der Berliner Universität Klassische Philologie, Geschichte und Hebraistik. Nach zwei Semestern wechselte er 1887 an die Universität Bonn, wo er Lehrveranstaltungen bei Eduard Lübbert, Franz Bücheler, Adolf Kamphausen, Hermann Usener und Reinhard Kekulé von Stradonitz besuchte. Besonders einflussreich waren die Veranstaltungen des Archäologen Carl Robert. 1888 kehrte Henze nach Berlin zurück, wo er die Philologen Hermann Diels, Johannes Vahlen und Adolf Kirchhoff sowie die Historiker Hermann Dessau, Emil Hübner, Heinrich von Treitschke und Wilhelm Wattenbach und die Philosophen Wilhelm Dilthey und Eduard Zeller hörte. Seine wichtigsten Einflüsse empfing er von den Historikern Theodor Mommsen, Ulrich Köhler und Otto Hirschfeld. 1892 wurde er mit der Dissertation De civitatibus liberis quae fuerunt in provinciis populi Romani („Die freien Bürgerschaften in den römischen Provinzen“) promoviert, die auf die Anregung Köhlers und Hirschfelds zurückging.
Nach der Promotion legte Henze im Januar 1893 das Examen für die Fächer Latein, Griechisch und Geschichte ab. Zu Ostern desselben Jahres begann er ein Seminarjahr am Königlichen Gymnasium zu Lichtenberg. Anschließend absolvierte er sein Probejahr am Königlichen Luisengymnasium in Berlin. Im Oktober 1898 legte er eine Ergänzungsprüfung im Fach Französisch ab, das er fortan in der Unterstufe unterrichtete. Seine erste Festanstellung erhielt er als Oberlehrer am Bismarck-Gymnasium in Berlin-Wilmersdorf im Oktober 1898. Am 16. März 1904 heiratete er. Seine Kinder, eine Tochter und ein Sohn, wurden am 13. Januar 1905 und am 14. Dezember 1906 geboren. Seine Lebensstellung fand Henze als Leiter des neugegründeten Gymnasiums in Mariendorf bei Berlin (heute Eckener-Gymnasium) ab April 1907, wo er 1909 zum Gymnasialprofessor und 1910 zum Direktor ernannt wurde.
Henze starb nach kurzer Krankheit im Alter von 45 Jahren.

## Schriften (Auswahl)
- De civitatibus liberis quae fuerunt in provinciis populi Romani. Berlin 1892 (Dissertation).
- zahlreiche Personenartikel in Paulys Realencyclopädie der classischen Altertumswissenschaft (RE), Band II 2 (1896); III 1 (1897); IV 1 (1900).
- Die soziale Bedeutung der Reformanstalten für kleinere Gemeinden. Berlin 1907.